# Vanxains
Vanxains là một xã, nằm ở tỉnh Dordogne vùng Aquitaine của Pháp. Xã này có diện tích 35,89 km², dân số năm 2004 là 758 người. Xã nằm ở khu vực có độ cao trung bình 110 m trên mực nước biển.

## Hành chính
| Danh sách các xã trưởng                |            |               |                  |         |
| Giai đoạn                              | Giai đoạn  | Tên           | Đảng             | Tư cách |
| 1995                                   | đương chức | Gilles Giroux | không chính thức | notaire |
| Tất cả các dữ liệu trước đây không rõ. |            |               |                  |         |

## Thông tin nhân khẩu
| Năm    | 1962 | 1968 | 1975 | 1982 | 1990 | 1999 | 2004 |
| ------ | ---- | ---- | ---- | ---- | ---- | ---- | ---- |
| Dân số | 750  | 641  | 556  | 591  | 665  | 665  | 758  |